# 糸

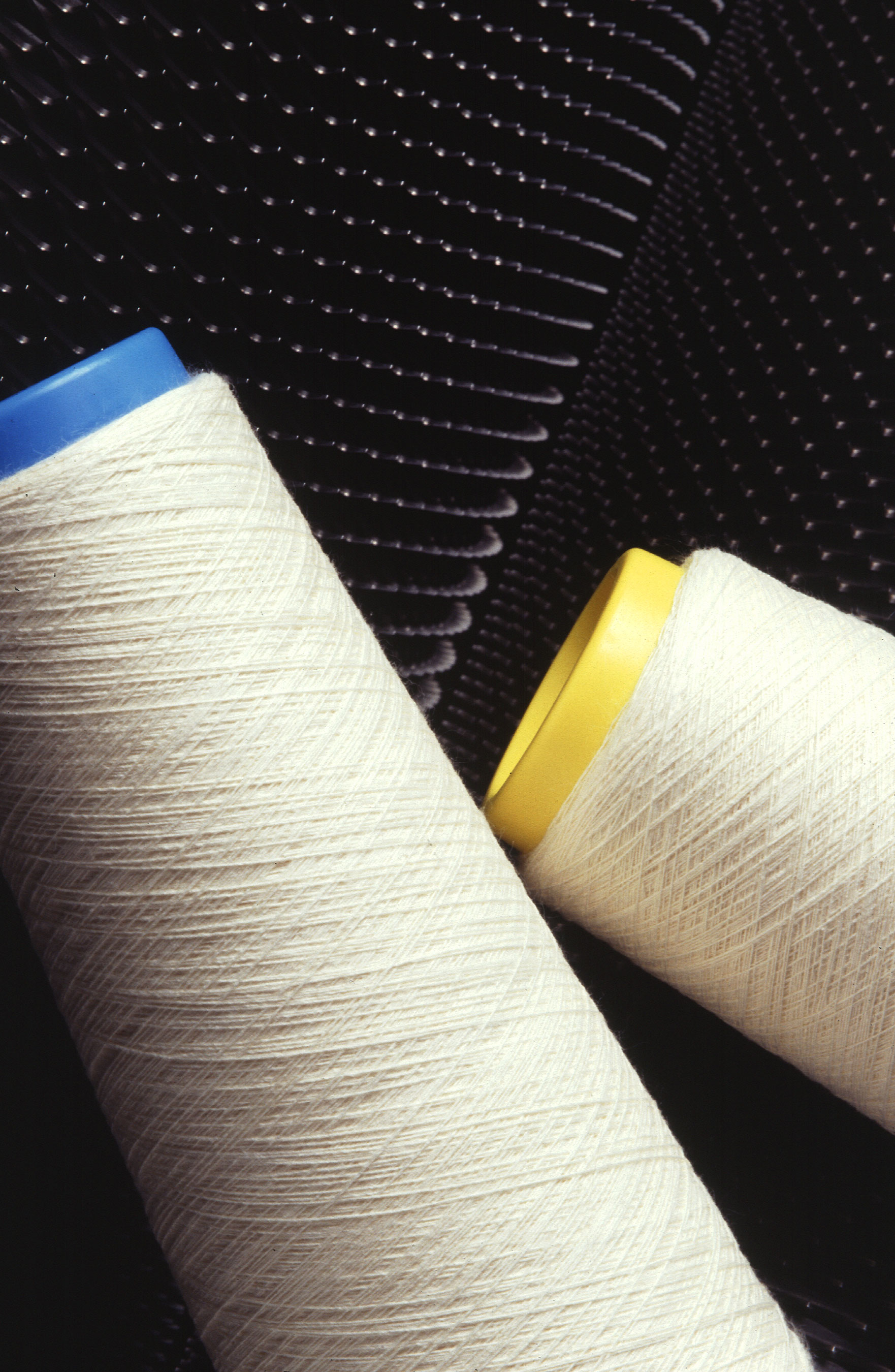
糸

糸（いと）とは、天然繊維、化学繊維の両方、もしくはいずれか一方の繊維を平行に引き揃えたもの。多くの場合、撚りをかけたものである。工業的に撚りをかけたもののことを専門的には撚糸（ねんし）という。繊維製品はごく一部のものを除いて糸を原料にして構成される。
フィラメント糸やクモの糸の様な紡績とは無関係な長細い形状の物も含めて糸と呼ぶ。英語では「縫い糸」は「スレッド」（英: thread）、「紡ぎ糸」は「ヤーン」（英: yarn）、 「たこ糸」「楽器の弦」は「ストリング」（英: string）、「釣り糸」は「ライン」（英: line）と呼び方が異なる。

## 糸の分類

### 原料による分類
糸は原料によって、綿糸、麻糸、毛糸、絹糸、レーヨン糸、ナイロン糸、ポリエステル糸、アクリル糸などに分けられる。

### 形態による分類

#### フィラメント糸と紡績糸
長い繊維で構成されているフィラメント糸（filament yarn）と比較的短い繊維で構成される紡績糸（spun yarn）に大別される。
- フィラメント糸 - フィラメント糸には化学繊維フィラメント糸や、繭から繊維を繰り出して作られた解舒糸（かいじょいと）がある[5]。
- 紡績糸 - 綿糸、麻糸、毛糸のほか、くず繭などの短い繊維から作られた絹紡糸、化学繊維紡績糸などがある[5]。

フィラメント糸は光沢に優れ、毛羽はなく、細くて強いが、冷たい質感をもつ。一方、紡績糸は毛羽が多いが、柔軟で温かい質感をもつ。
紡績糸はさらに製造方法により、リング糸、オープンエンド糸、和紡糸などに分けられる。
- リング糸 - リング精紡機で製造された糸[4]。
- オープンエンド糸 - オープンエンド精紡機で製造された糸で、一度繊維を分離してから再度撚りを与えて糸にしたもの[6]。リング糸に比べて空隙が多く、太さむらは少なくできる反面、糸の引っ張り強度は落ちる[6]。
- 和紡糸 - 和紡精紡機で紡績された糸を和紡糸またはガラ紡糸という[4]。

#### 複合糸と混紡糸
複数の繊維素材を組み合わせた糸を複合糸（composite yarn）という。複合糸の代表例にフィラメント糸を軸にその周囲を異なる短繊維で覆ったコア・スパンヤーン（core-spun yarn）がある。
一方、2種以上の異質繊維を混合あるいは調合して紡績した糸を混紡糸（blended yarn）という。

#### 特殊な糸
特殊な糸として次のようなものがある。
- 箔糸 - 金箔糸や銀箔糸など[5]
- 撚り箔糸 - 金糸や銀糸など[5]

### 撚りによる分類
#糸の撚りを参照。

## 糸の撚り
短繊維の場合、撚（よ）りをかけないと僅かな力で滑り抜けてしまう。そのため絹や化学繊維のフィラメントなどの一部の製品を除いて糸は繊維に撚りをかけて作られる
ポリエステルのようにもともと長い繊維（長繊維）も2本以上の繊維をねじることで強度が増すため使われる。繊維を撚り合わせることで太く長くなり、様々な用途に使えるようになる。糸にするために、材料となる繊維を長く伸ばすことを「績む（うむ）」、撚り合わせて糸にすることを「紡ぐ（つむぐ）」という。

### 撚りの方向
糸には撚りの方向により左撚り（Z撚り）と右撚り（S撚り）がある。

### 撚りの強さ
糸には撚りの強さにより甘撚り糸、弱撚糸、並撚糸、強撚糸、特別強撚糸がある。
- 甘撚り糸 - 撚りの少ない糸[5]
- 弱撚糸 - 撚りが1メートルあたり300以下[5]
- 並撚糸 - 撚りが1メートルあたり300 - 1000[5]
- 強撚糸 - 撚りが1メートルあたり800 - 3000[5]
- 特別強撚糸 - 撚りが1メートルあたり3000以上[5]

### 撚り合わせ
糸には撚り合わせにより片撚り糸（単糸）、諸撚り糸（諸糸）、撚り絡み糸または飾り糸に分けられる。
撚り絡み糸には、ネップヤーン、スラブヤーン、ループヤーン、鎖糸、笹縁（ささべり）糸、杢（もく）糸、壁糸などがある。

## 糸の太さ
糸や繊維の断面は一般には完全な円形ではない上、糸は一般には柔らかく、かかる力や撚りの状態などによっても物理的な「太さ」は変わってくるため、釣り用のモノフィラメント糸や金属繊維等（これらは糸自体も硬くてつぶれず、断面も円形に近くある程度の太さもある）の例外を除いて、直径（繊維径）や断面積で直接表すことは実質的に不可能である。そのため一般には糸の太さは長さと重量の関係から間接的な指標として表され、恒重式番手法と恒長式番手法がある。

### 恒重式番手法
一定重量（標準重量）における糸の長さが単位の何倍になるかによって表現する方法。単位には番手を用いる。素材の種類により番手には、綿番手、毛番手、麻番手などがあり、数字が大きいほど糸の太さは細くなる。
| 種類   | 別名                             | 省略記号    | 原料の種類      | 単位（1番手）                                                          |
| ------ | -------------------------------- | ----------- | --------------- | ---------------------------------------------------------------------- |
| 綿番手 | 英式番手 （英国式）              | EC、Ne、NeC | 綿 ポリエステル | 標準重量1ポンド（453.6g）あたりの単位長840ヤード（768.1m）のときの太さ |
| 毛番手 | 仏式番手 メートル番手 共通式番手 | MC、NM、Nm  | 絹 アクリル     | 標準重量1キログラムあたりの単位長1キロメートルのときの太さ             |
| 麻番手 | （英国式）                       | NeL         | 麻              | 標準重量1ポンド（453.6g）あたり単位長300ヤード（274.3m）のときの太さ   |

岩崎芳枝、中橋美智子、鳴海多恵子、生野晴美『消費者のための被服材料』（実教出版、1988年）では、綿番手（英式番手）、毛番手（仏式番手）、麻番手という表現を用いず、1.英国式（綿糸・絹紡糸・化繊紡績糸）、2.英国式（麻糸）、3.共通式（梳毛糸・紡毛糸・その他雑毛糸）としている。なお、原料ごとに区別されていたが毛番手に統一される傾向にある。
また、用途による番手にミシン糸に用いる綿縫い糸（カタン糸）に使用されるカタン番手があり、原糸の綿番手を3倍して撚り合わせた原糸の本数で割った値となる。

### 恒長式番手法
一定長さ（標準長）における糸の重量が単位の何倍になるかによって表現する方法。単位にはデニール（denier）を用いる。
- デニール（denier）
絹糸や化学繊維のフィラメント糸、単繊維の太さを表す単位[8]。標準長9,000mあたりの糸の重さが1gのものを1デニールといい、糸の太さが増すとデニール数も増加する[8]。

以上のように糸や繊維の種類で単位が異なるのは不便であるため、国際標準化機構（ISO）ではテックス番手法の使用を提唱している。
- テックス(tex)
標準長1,000mあたりの糸の重さが1gのものを1テックスといい、糸の太さが増すとテックス数も増加する[8]。国際単位系(SI単位)の暫定併用単位とされており、国内ではJIS規格によりJIS L 0101(テックス方式)[14]およびJIS L 0104(テックス方式による糸の表示)[15]として規格化されている。長さあたりの重さで定義されるため、素材が異なれば同じ値でも糸の直径は異なる。

## 動物が使う糸
動物自身が糸を使う例も多々ある。糸は巣を作る際や動物体を基質に固定するなど、それぞれに用途がある。
代表的なものを以下にあげる。
- 昆虫類
  - チョウ目・ハチ目・アミメカゲロウ目：幼虫が口から。繭を作る際などに用いる。
- シロアリモドキ目：前足から。
- クモ綱
  - クモ目：腹部末端の出糸突起から。
  - カニムシ目・ダニ目（ハダニ科など）：触肢から。
- 二枚貝類：足糸を持つ例がある。
- ハナギンチャク：刺胞の糸を巣作りに使う。

## 糸を使った慣用句
物事を結びつけるという意味が込められる。
- 糸目を付けない。
- 糸を引く。
- 糸の切れた凧。
- 赤い糸で結ばれている。

糸は細くて長いため、往々にして互いに絡み合い、もつれてほぐせなくなる。その場合、無理に引っ張るとさらにからんで、結び目になったり切れたりするから、ゆっくりと丁寧にほぐさなければならない。
- もつれた糸をほぐす
- 記憶の糸を辿る。
- 糸口

ギリシャ喜劇の『女の平和』では、主人公が戦争を女たちに任せよ、と主張、戦争の原因となった諍いを解消することを糸をほぐす作業にたとえて説明している。